# Doutzen Kroes

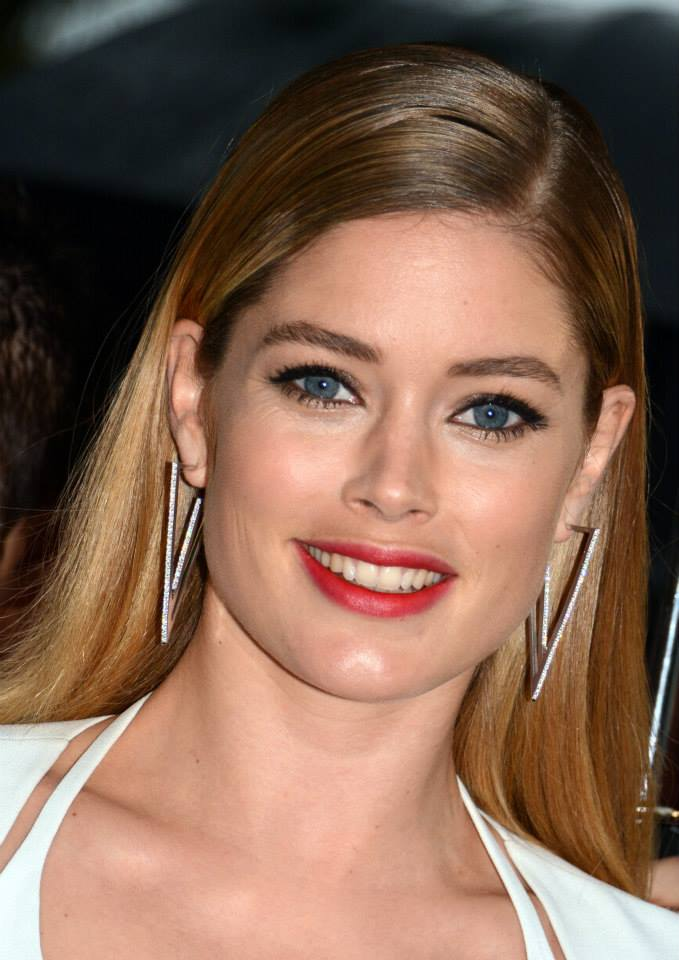
Doutzen Kroes (2013)

Doutzen Kroes [anhörenⓘ ˈdʌu̯tsə(ŋ) ˈkrus] (* 23. Januar 1985 in Eastermar, Friesland) ist ein niederländisches Model.

## Leben
Nach ihrem Schulabschluss 2003 schickte Kroes einige Urlaubsbilder an die Agentur „Paparazzi Model Management“ in Amsterdam in der Hoffnung, sich nebenbei ein wenig Geld verdienen zu können. Sie wurde von der Inhaberin der Agentur, Sarah Keller, zu einem professionellen Shooting eingeladen. Bald darauf erhielt sie Aufträge für Zeitschriften in den Niederlanden.
Kroes hat eine jüngere Schwester, Rens, die Ernährungsberaterin ist.

## Karriere
2005 debütierte Kroes bei der Victoria’s Secret Fashionshow, bei der sie seit September 2008 unter Vertrag stand. 2014 war ihre letzte Show als „Angel“. Als sie außerhalb der Fachwelt noch unbekannt war, unterschrieb sie 2006 mit L’Oréal einen Exklusivvertrag über drei Jahre. Damit wurde sie innerhalb weniger Monate zu einem international bekannten Model.
Sie trat bei Modenschauen für Marken wie Versace, D&G und Fendi auf. 2014 war sie das Werbegesicht für das Parfüm Reveal von Calvin Klein. Sie warb als Nachfolgerin von Christy Turlington weltweit für das Parfüm Eternity von Calvin Klein.
2006 wurde für den regionalen TV-Sender Omrop Fryslân eine Dokumentation über Kroes gedreht.
2009 nahm das Schweizer Kaschmir-Label Repeat Kroes unter Vertrag. Sie erschien seitdem regelmäßig in Kampagnen und war am Entwurf mehrerer Kollektionen beteiligt, für die sie namensgebend war.
Kroes gab 2011 ihr Filmdebüt in Nova Zembla von Reinout Oerlemans, der am 21. November Premiere feierte. In dem Film spielte sie die Rolle der Catharina Plancius, der Tochter von Petrus Plancius.
2016 löste sie Sylvie Meis als Markenbotschafterin von Hunkemöller ab. Für das niederländische Unternehmen entwarf sie fünf Jahre lang mehrere eigene Kollektionen, unter anderen Sport- und Bademode sowie Unterwäsche.
2021 geriet Kroes in die Kritik, da sie sich auf ihrem Instagram-Account während der COVID-19-Pandemie gegen die Impfung und die von der niederländischen Regierung angeordneten Präventionsregeln aussprach, gleichzeitig vom Staat aber finanzielle Unterstützung für ihr Unternehmen anforderte.

## Filmografie
- 2011: Nova Zembla – Unbekanntes Land
- 2011: Love Advent (Fernsehserie, Staffel 6, Episode 11)
- 2015: J'marche pas en arrière (Kurzfilm)
- 2017: Wonder Woman
- 2017: Justice League
- 2020: Wonder Woman 1984
- 2021: Zack Snyder’s Justice League

## Privatleben
Sie lebt überwiegend in New York. Da sie in der niederländischen Provinz Friesland aufgewachsen ist, pflegt sie auch ihre friesische Muttersprache. Als Sportarten betreibt sie Segeln, Surfen/Wellenreiten, Tanzen und Schlittschuhlaufen.
Kroes heiratete am 7. November 2010 in ihrer Heimatstadt Eastermar den DJ Sunnery James, mit dem sie bereits seit August 2009 liiert gewesen war. Das Paar hat einen Sohn (* 2011) und eine Tochter (* 2014).